# Republic, Kansas
Republic är en ort i Republic County i Kansas. Enligt 2020 års folkräkning hade Republic 82 invånare.